# Renate Lingor
Renate Lingor (Karlsruhe, 11 de outubro de 1975) é uma ex-futebolista da Seleção Alemã feminina.

## Carreira
Renate Lingor começou sua carreira ,aos seis anos de idade, no SV Blankenloch, aos 14 anos, assinou seu primeiro contrato 
profissional ,com o SC Klinge Seckach, clube da Bundesliga feminina.
Apesar de várias ofertas de outros clubes alemães, continuou no SC Klinge Seckach até 1997, quando se transferiu para o 
FFC Frankfurt.

## Seleção
Participou ainda das olimpíadas de 2000 e 2004. Concorreu ao prêmio de melhor jogadora do mundo pela FIFA em 2006, ficando em terceiro lugar, prêmio que foi vencido pela brasileira Marta .
Foi campeã do mundo nos anos de 2003 e 2007
Atuou até a temporada 2007-08, quando se aposentou após os Jogos Olímpicos de Pequim.

## Títulos
1. FFC Frankfurt
- Copa da UEFA de Futebol Feminino: 2002 e 2006
- Campeonato Alemão: 1999, 2000, 2001, 2002 e 2003
- Copa da Alemanha: 1999, 2001, 2002, 2003 e 2005

Seleção Alemã
- Copa do Mundo: 2003 e 2007
- Campeonato Europeu: 2001 e 2005